# 阿尔福维尔
阿尔福维尔（法語：Alfortville，法語發音：[alfɔʁvil] ⓘ），法国中北部城市，法兰西岛大区马恩河谷省的一个市镇，隶属于克雷泰伊区，其市镇面积为3.67平方公里，2022年1月1日时人口数量为45,569人，在法国城市中排名第156位。
阿尔福维尔位于马恩河谷省北部，塞纳河与马恩河交汇处内侧，是巴黎的一个郊区卫星城。

## 地名来源
“Alfort”一名来源于英格兰城市赫里福德，其公元13世纪时的主教及领主皮埃尔·代格布朗什在即位赫里福德主教职务以前曾在该地拥有一处土地。
因翻译标准不同，“Alfortville”在部分汉语资料中被译为安福市或阿尔弗维利。

## 历史

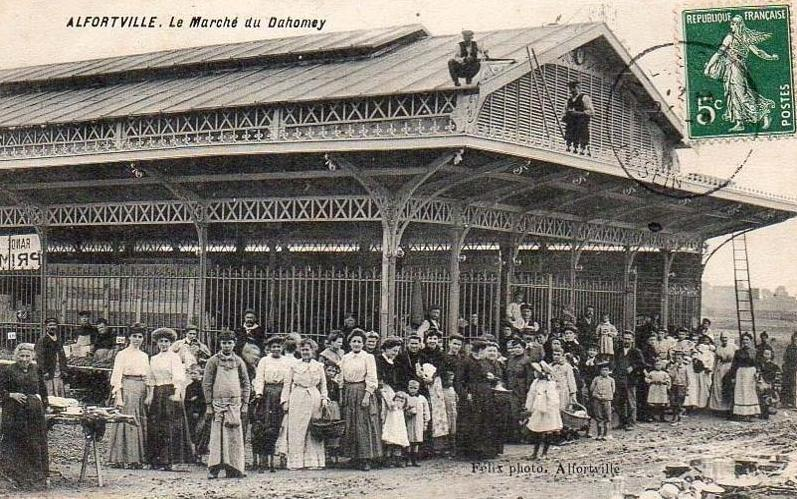
20世纪初的阿尔福维尔集市大堂

阿尔福维尔的早期历史尚不清楚。根据当地官方网站的论述，阿尔福维尔历史上长期为一处普通农业聚落，法国大革命后成为塞纳省邁松阿爾福的一部分。19世纪时，得益于工业革命的推进及巴黎的城市扩张，阿尔福维尔所处的巴黎东南近郊人口数量逐年增加。1829年，一座横跨塞纳河的桥梁建成。1850年开通的巴黎—马赛铁路使得迈松阿尔福一分为二，其中铁路线西侧的阿尔福维尔街区逐渐形成一个相对独立的工人社区。1865年，阿尔福维尔从迈松阿尔福分离而出，成为一个独立市镇。在1910年的塞纳河特大洪水中，阿尔福维尔几乎全城被浸泡，当地多处建筑物及公共设施遭到破坏，铁路线亦一度中断。自20世纪以来，阿尔福维尔的城市设施不断完善，当地的首个公共浴池及学校分别于1933年和1956年建成。1968年，塞纳省被撤销，阿尔福维尔被划入新成立的马恩河谷省。

## 地理

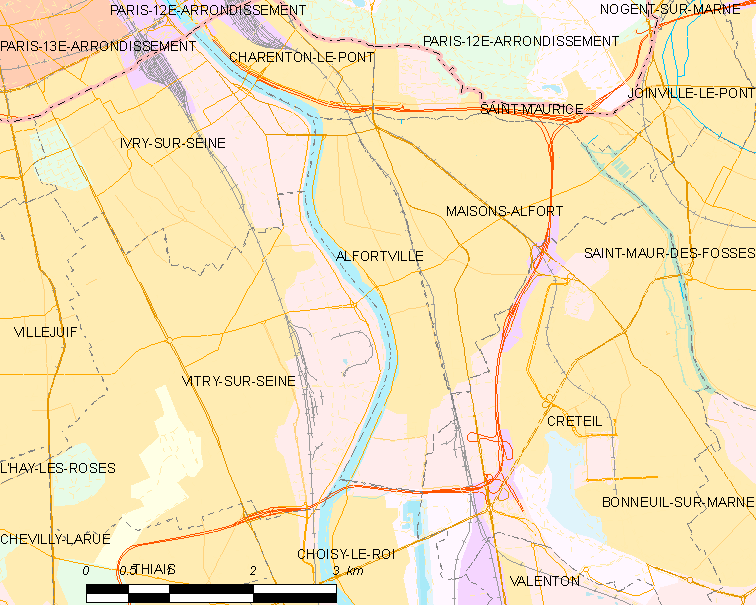
阿尔福维尔市镇范围地图

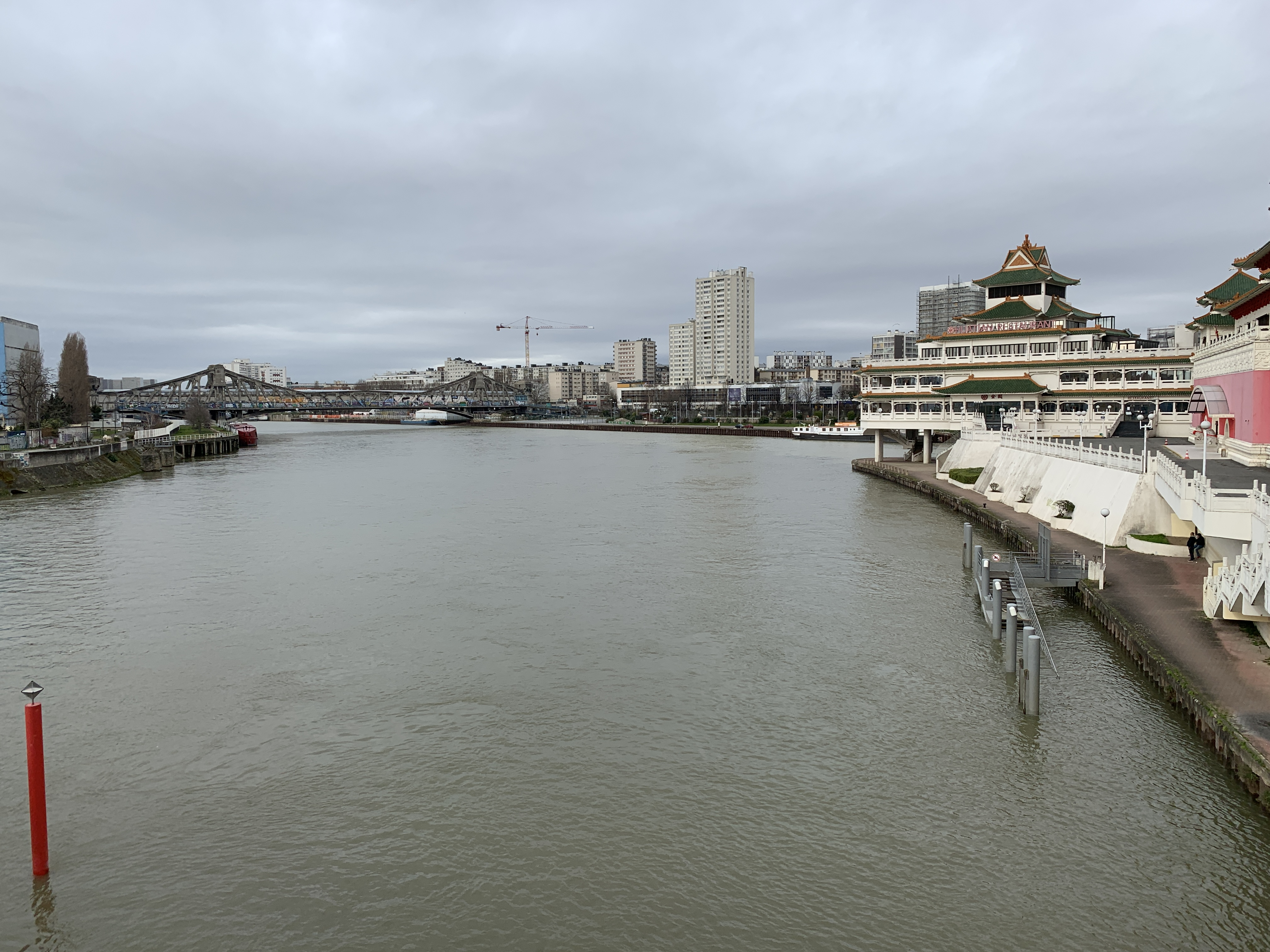
塞纳河阿尔福维尔段

阿尔福维尔位于法国中北部，法兰西岛大区中部和马恩河谷省北部，距离省会克雷泰伊大约4公里。与阿尔福维尔接壤的市镇包括：克雷泰伊、舒瓦西勒鲁瓦、迈松阿尔福、沙朗通勒蓬、塞纳河畔伊夫里和塞纳河畔维特里。

### 地形
阿尔福维尔位于巴黎盆地腹地，境内地势低平，全境海拔在27到37米之间。

### 水文
塞纳河干流自南向北流经阿尔福维尔市区西境，其右岸支流马恩河自东向西在市区北部与之交汇。

### 植被
阿尔福维尔属于温带阔叶混交林区，林地散落分布于市镇范围内多个街区，塞纳河畔的利勒欧宽特尔公园（Parc de l'Île au Cointre）和勒内·迪蒙广场（Square René Dumont）是当地主要的城市绿地。
在鲜花城市的评比中，阿尔福维尔被评为3星级鲜花城市。

### 气候
阿尔福维尔在柯本气候分类法中属于温带海洋性气候（Cfb）。
距离阿尔福维尔最近的常年气象站位于茹万维尔勒蓬境内，以下为该气象站的数据（其中日照数据取自巴黎蒙苏里公园）：
| 茹万维尔勒蓬 1981年－2019年 | 茹万维尔勒蓬 1981年－2019年 | 茹万维尔勒蓬 1981年－2019年 | 茹万维尔勒蓬 1981年－2019年 | 茹万维尔勒蓬 1981年－2019年 | 茹万维尔勒蓬 1981年－2019年 | 茹万维尔勒蓬 1981年－2019年 | 茹万维尔勒蓬 1981年－2019年 | 茹万维尔勒蓬 1981年－2019年 | 茹万维尔勒蓬 1981年－2019年 | 茹万维尔勒蓬 1981年－2019年 | 茹万维尔勒蓬 1981年－2019年 | 茹万维尔勒蓬 1981年－2019年 | 茹万维尔勒蓬 1981年－2019年 |
| 月份                        | 1月                         | 2月                         | 3月                         | 4月                         | 5月                         | 6月                         | 7月                         | 8月                         | 9月                         | 10月                        | 11月                        | 12月                        | 全年                        |
| --------------------------- | --------------------------- | --------------------------- | --------------------------- | --------------------------- | --------------------------- | --------------------------- | --------------------------- | --------------------------- | --------------------------- | --------------------------- | --------------------------- | --------------------------- | --------------------------- |
| 历史最高温 °C（°F）         | 17.3 (63.1)                 | 19.9 (67.8)                 | 25.6 (78.1)                 | 31 (88)                     | 33.4 (92.1)                 | 38.9 (102.0)                | 39.5 (103.1)                | 41 (106)                    | 34 (93)                     | 31 (88)                     | 22.5 (72.5)                 | 17.2 (63.0)                 | 41 (106)                    |
| 平均高温 °C（°F）           | 7.3 (45.1)                  | 8.7 (47.7)                  | 12.8 (55.0)                 | 16.4 (61.5)                 | 20.3 (68.5)                 | 23.5 (74.3)                 | 26.1 (79.0)                 | 25.8 (78.4)                 | 21.9 (71.4)                 | 16.8 (62.2)                 | 11 (52)                     | 7.7 (45.9)                  | 16.5 (61.7)                 |
| 日均气温 °C（°F）           | 4.6 (40.3)                  | 5.4 (41.7)                  | 8.6 (47.5)                  | 11.5 (52.7)                 | 15.3 (59.5)                 | 18.4 (65.1)                 | 20.7 (69.3)                 | 20.4 (68.7)                 | 16.9 (62.4)                 | 12.8 (55.0)                 | 8 (46)                      | 5.2 (41.4)                  | 12.3 (54.1)                 |
| 平均低温 °C（°F）           | 2 (36)                      | 2.1 (35.8)                  | 4.4 (39.9)                  | 6.5 (43.7)                  | 10.2 (50.4)                 | 13.3 (55.9)                 | 15.3 (59.5)                 | 15 (59)                     | 12 (54)                     | 8.9 (48.0)                  | 5 (41)                      | 2.8 (37.0)                  | 8.1 (46.6)                  |
| 历史最低温 °C（°F）         | −15.6 (3.9)                 | −12.1 (10.2)                | −6.6 (20.1)                 | −2.5 (27.5)                 | 1 (34)                      | 4.8 (40.6)                  | 7.5 (45.5)                  | 6.8 (44.2)                  | 4 (39)                      | −1 (30)                     | −6.8 (19.8)                 | −9.5 (14.9)                 | −15.6 (3.9)                 |
| 平均降水量 mm（）           | 55.2 (2.17)                 | 45.4 (1.79)                 | 50.8 (2.00)                 | 50.8 (2.00)                 | 62.6 (2.46)                 | 54.9 (2.16)                 | 60.3 (2.37)                 | 52.6 (2.07)                 | 50.9 (2.00)                 | 62.3 (2.45)                 | 54.6 (2.15)                 | 61.9 (2.44)                 | 662.3 (26.07)               |
| 月均日照時數                | 62.5                        | 79.2                        | 128.9                       | 166                         | 193.8                       | 202.1                       | 212.2                       | 212.1                       | 167.9                       | 117.8                       | 67.7                        | 51.4                        | 1,661.6                     |
| 来源：infoclimat.fr         |                             |                             |                             |                             |                             |                             |                             |                             |                             |                             |                             |                             |                             |

## 行政区划
阿尔福维尔的市镇编号为94002，邮政编号为94140。
在行政管理方面，阿尔福维尔隶属于法国法兰西岛大区马恩河谷省克雷泰伊区；在地方选举方面，阿尔福维尔是阿尔福维尔县的中央投票站所在地，其市镇范围全境被划入马恩河谷省第九选区；在社会管理方面，阿尔福维尔是大巴黎都会区及大巴黎东南未来土地公共管理局的组成部分。
截至2023年11月，阿尔福维尔市镇范围内的尚特雷讷（Chantereine）街区为城市政策优先街区，该街区实行自治制度。
法国国家统计与经济研究所（简称）在进行数据统计时，将阿尔福维尔及相邻的另外409个市镇设为巴黎城市核心区，并将包括核心区在内的周边共1,794个市镇划为巴黎城市区。自2020年起，巴黎城市区被包含1,929个市镇的巴黎城市辐射区代替。此外，还将阿尔福维尔市镇分为了15个“块区”（IRIS），以便于统计人口分布情况。

## 交通

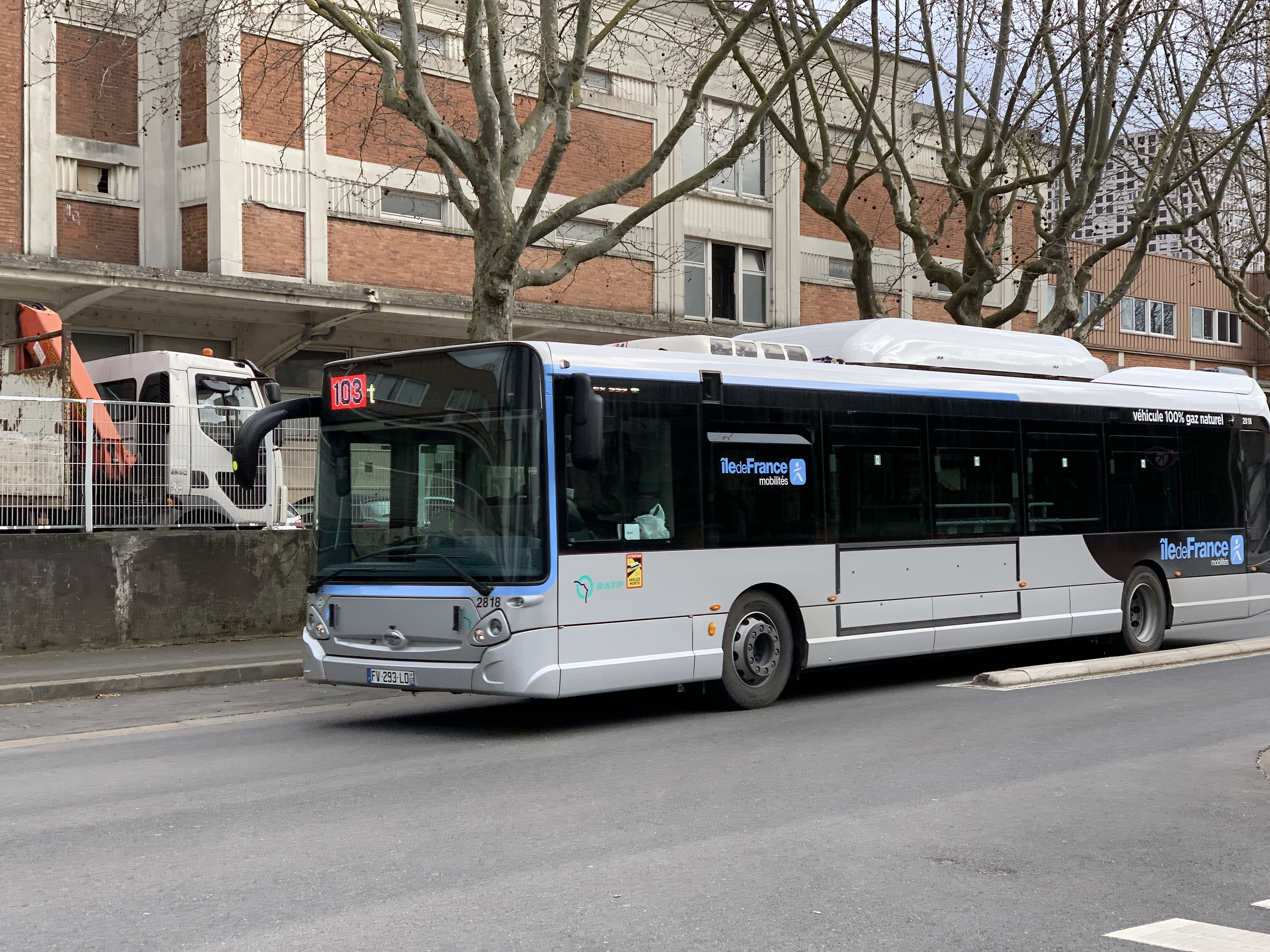
行驶于阿尔福维尔街头的巴黎公交103路

### 公路
阿尔福维尔的大部分道路已完成城市化改造，配有照明、排水、人行道及非机动车车道等设施。
| 3 | 1.9 |

| 环城公路 | 3 |

| 克雷泰伊 | 6 |

| 舒瓦西勒鲁瓦 | 6 |

| 巴黎 贝尔西门 | 5 |

| 迈松阿尔福 | 1.8 |

| 塞纳河畔维特里 | 4.3 |

| 塞纳河畔伊夫里 | 4 |

2020年，54.5%的阿尔福维尔家庭拥有至少一辆私人汽车。2021年，阿尔福维尔境内共发生各类交通事故56起，造成72人受伤，其中5人重伤。

### 铁路
阿尔福维尔位于巴黎－马赛铁路上。迈松阿尔福-阿尔福维尔站和勒韦尔迪迈松站均位于阿尔福维尔和迈松阿尔福的交界处，且均停靠法兰西岛大区快铁D线。

### 航空
阿尔福维尔距离巴黎-奥利机场和巴黎戴高乐机场的公路里程分别大约12公里和31公里。

### 城市公共交通
法兰西岛大区快铁D线和五条巴黎公交线路经过阿尔福维尔。
| 途经阿尔福维尔境内的主要公共交通线路 | 途经阿尔福维尔境内的主要公共交通线路 | 途经阿尔福维尔境内的主要公共交通线路           | 途经阿尔福维尔境内的主要公共交通线路                                    |
| 类型                                 | 运营商                               | 线路                                           | 阿尔福维尔境内的主要停靠站点                                            |
| ------------------------------------ | ------------------------------------ | ---------------------------------------------- | ----------------------------------------------------------------------- |
| 快铁                                 |                                      | 克雷伊站 ↔ 默伦 克雷伊站 ↔ 科尔贝伊-埃松       | 迈松阿尔福-阿尔福维尔站、勒韦尔迪迈松站                                 |
| 公共汽车                             | RATP                                 | 103：迈松阿尔福兽医学校 ↔ 蒂艾-乔治·阿尔古     | 戴高乐将军、市政厅、迈松阿尔福-阿尔福维尔站、卡梅利亚、小桥广场、革命堤 |
| 公共汽车                             | RATP                                 | 125：迈松阿尔福兽医学校 ↔ 奥尔良门             | 戴高乐将军                                                              |
| 公共汽车                             | RATP                                 | 172：快铁拉雷讷堡站 ↔ 克雷泰伊-亨利·蒙多尔医院 | 左拉、卡梅利亚                                                          |
| 公共汽车                             | RATP                                 | 217：快铁塞纳河畔维特里站 ↔ 克雷泰伊市政厅     | 左拉、市政厅、迈松阿尔福-阿尔福维尔站                                   |
| 公共汽车                             | RATP                                 | 325：火车站河边街 ↔ 万塞讷城堡                 | 戴高乐将军                                                              |
| 1.                                   |                                      |                                                |                                                                         |

## 政治

### 市政内阁

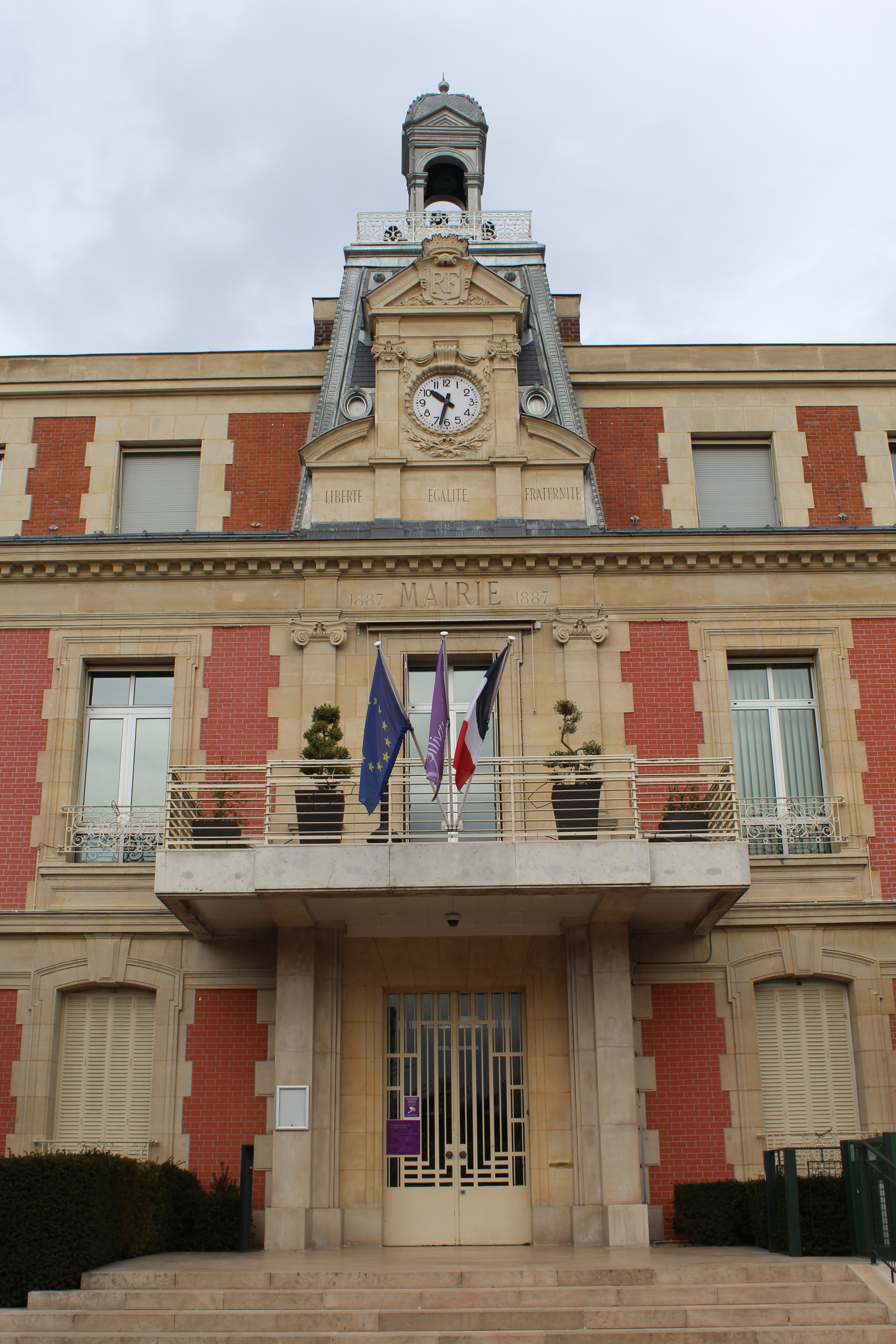
阿尔福维尔市政厅

阿尔福维尔的现任市长为吕克·卡武纳斯先生，他是社会党的一名成员，在2020年的市政选举中获得了56.99%的支持率。
| 阿尔福维尔历届市长 | 阿尔福维尔历届市长                      | 阿尔福维尔历届市长                                         |
| 任期               | 市长                                    | 党派                                                       |
| ------------------ | --------------------------------------- | ---------------------------------------------------------- |
| 1944年－1947年     | Eugène GAUCHARD 欧仁·戈沙尔             | PCF法国共产党                                              |
| 1947年－1965年     | Raoul BLEUSE 拉乌尔·布勒斯              | SFIO工人国际法国支部 →PSA自治社会党 →PSU联合社会党 →無黨籍 |
| 1965年－1988年     | Joseph FRANCESCHI 约瑟夫·弗兰切斯基     | PS社会党                                                   |
| 1988年－2012年     | René ROUQUET 勒内·鲁凯                  | PS社会党                                                   |
| 2012年－2017年     | Luc CARVOUNAS 吕克·卡武纳斯             | PS社会党                                                   |
| 2017年－2020年     | Michel GERCHINOVITZ 米歇尔·格尔希诺维茨 | PS社会党                                                   |
| 2020年－           | Luc CARVOUNAS 吕克·卡武纳斯             | PS社会党                                                   |

### 各级选举
| 阿尔福维尔历届投票选举结果 | 阿尔福维尔历届投票选举结果 | 阿尔福维尔历届投票选举结果 | 阿尔福维尔历届投票选举结果 | 阿尔福维尔历届投票选举结果        | 阿尔福维尔历届投票选举结果 | 阿尔福维尔历届投票选举结果 | 阿尔福维尔历届投票选举结果        | 阿尔福维尔历届投票选举结果 | 阿尔福维尔历届投票选举结果 |
| 选举项目                   | 选举范围                   | 选区单位                   | 选区单位内的选举结果       | 选区单位内的选举结果              | 选区单位内的选举结果       | 选区单位内的选举结果       | 选区单位内的选举结果              | 选区单位内的选举结果       | 参考资料                   |
| 选举项目                   | 选举范围                   | 选区单位                   | 第一轮胜出者               | 第一轮胜出者                      | 支持率                     | 第二轮胜出者               | 第二轮胜出者                      | 支持率                     | 参考资料                   |
| -------------------------- | -------------------------- | -------------------------- | -------------------------- | --------------------------------- | -------------------------- | -------------------------- | --------------------------------- | -------------------------- | -------------------------- |
| 2017年法國總統選舉         | 法國                       | 市镇                       |                            | 让-吕克·梅朗雄                    | 27.25%                     |                            | 埃马纽埃尔·马克龙                 | 78.56%                     | [ 25 ]                     |
| 2017年法国立法选举         | 马恩河谷省第九选区         | 市镇                       |                            | 吕克·卡武纳斯                     | 32.22%                     |                            | 吕克·卡武纳斯                     | 63.53%                     | [ 25 ]                     |
| 2019年欧洲议会选举         | 法國                       | 市镇                       |                            | 纳塔莉·卢瓦索                     | 20.09%                     | （不适用）                 | （不适用）                        | （不适用）                 | [ 27 ]                     |
| 2021年法国省级选举         | 马恩河谷省                 | 县 市镇                    |                            | 希库什·穆罕默德 伊莎贝尔·圣地亚哥 | 40.66%                     |                            | 希库什·穆罕默德 伊莎贝尔·圣地亚哥 | 60.92%                     | [ 28 ]                     |
| 2021年法国大区选举         | 法蘭西島大區               | 市镇                       |                            | 瓦莱丽·佩克雷斯                   | 22.85%                     |                            | 朱利安·巴尤                       | 46.43%                     | [ 29 ]                     |
| 2022年法国总统选举         | 法國                       | 市镇                       |                            | 让-吕克·梅朗雄                    | 37.4%                      |                            | 埃马纽埃尔·马克龙                 | 72.39%                     | [ 25 ]                     |
| 2022年法国立法选举         | 马恩河谷省第九选区         | 市镇                       |                            | 伊莎贝尔·圣地亚哥                 | 50.08%                     |                            | 伊莎贝尔·圣地亚哥                 | 67.25%                     | [ 25 ]                     |

## 人口
2020年，阿尔福维尔市镇人口数量为45,151，在法国排名第156位。其中男性21,769人，女性23,382人，75岁及以上人口占6.1%，外籍人口数量为8,542人，人口密度为12,303人/平方公里，当地居民被称为（男性）或（女性）。2021年，阿尔福维尔境内出生652人，死亡人口275人。
| 阿尔福维尔1901年－2020年人口变化情况 |
|                                      |
| 数据来源：Cassini、INSEE             |

## 经济

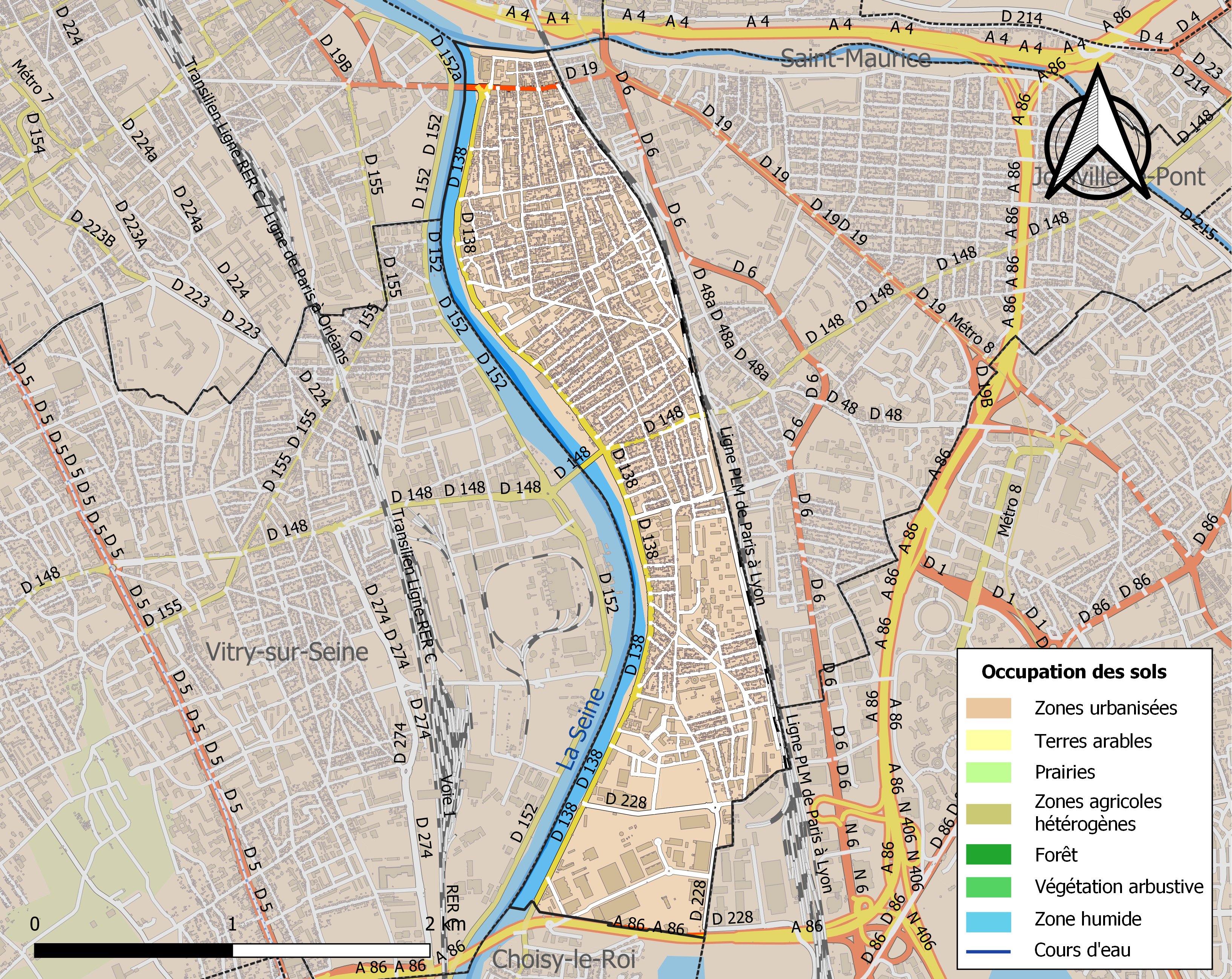
阿尔福维尔土地利用情况地图

阿尔福维尔是巴黎东南郊的一个卫星城。截至2023年11月，阿尔福维尔市镇范围内共有各类用人单位（包含自雇）7,981家，平均历史为11年，其中99.21%为中小型企业（PME），2023年9月至11月间，当地的经济活力指数为0.23%。（汽车销售）、（药品）及（金属材料）是当地2021年营业额最高的三个企业，分别为416,602,556欧元、334,288,137欧元和74,816,153欧元。

## 财政与居民收入
2021年，阿尔福维尔的财政收入总额为81,340,900欧元，财政支出总额为72,326,000欧元，当年的债务总额为45,068,000欧元。2021年，阿尔福维尔市镇通过增值税获得2,815,360欧元的收入，此外当地还共获得了847,190欧元的国家直接财政补助。
2019年，阿尔福维尔的人均月收入总额为2,575欧元，其中高级职员为3,801欧元，低于法国平均水平（4,230欧元）；中级职员为2,507欧元，高于法国平均水平（2,411欧元）；普通职员为1,842欧元，高于法国平均水平（1,740欧元）。
2020年，阿尔福维尔境内的贫困率为21%，青壮年（15至64岁）失业率为14.8%；2022年，当地49.6%的家庭拥有纳税资格，平均纳税3,716欧元，低于法国平均水平（4,393欧元）。

## 社会事务

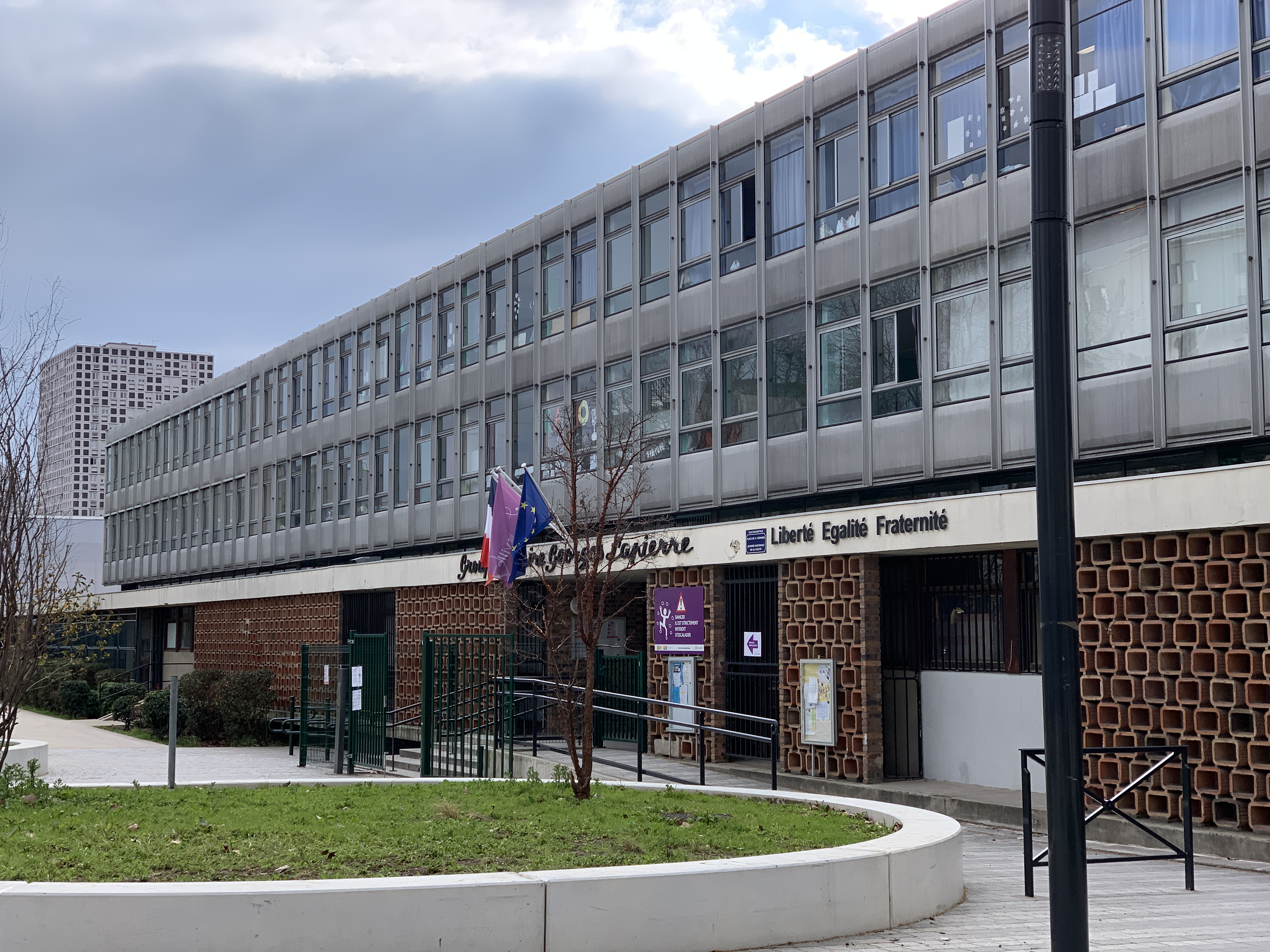
阿尔福维尔的一所学校

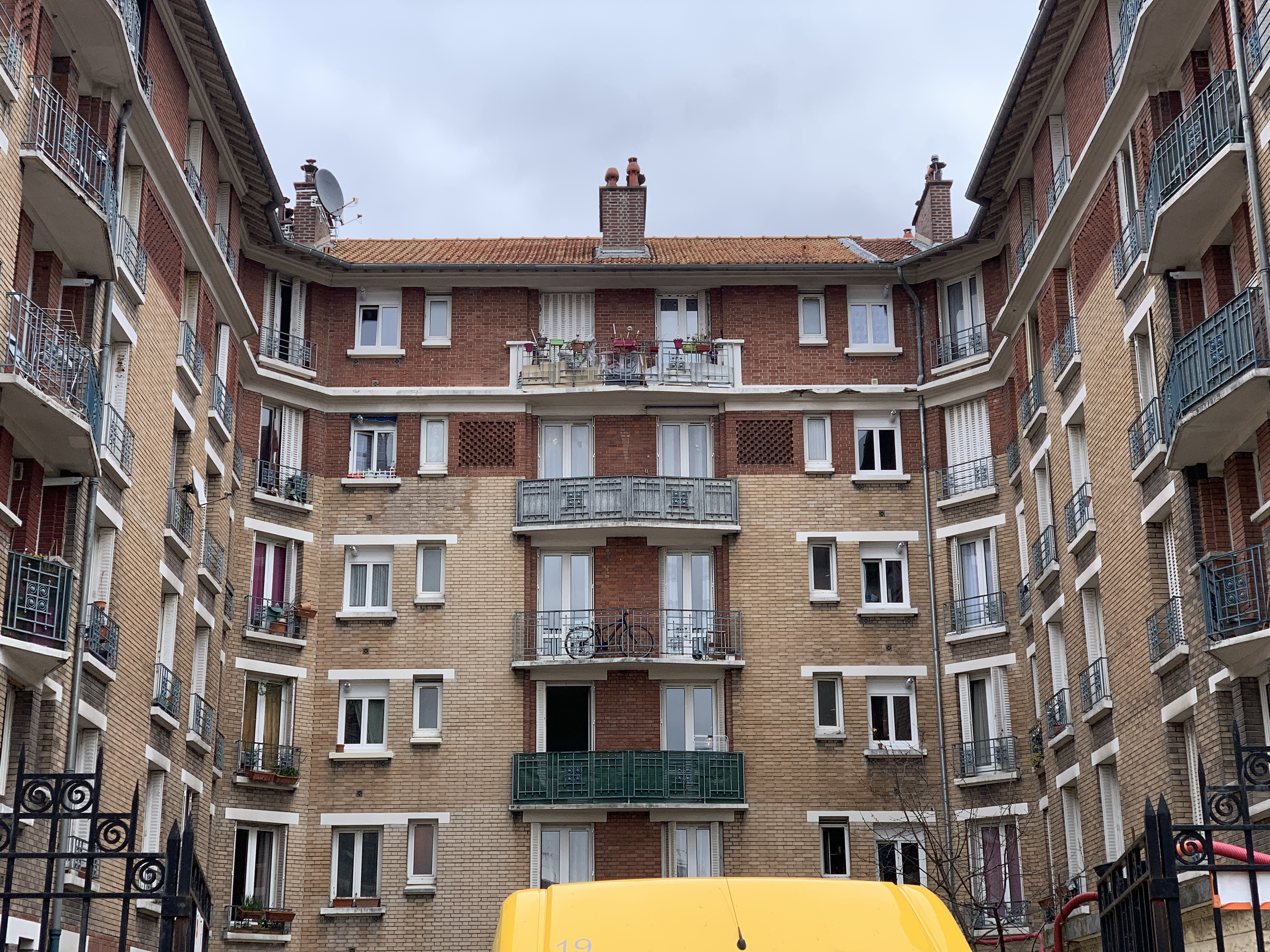
居民公寓

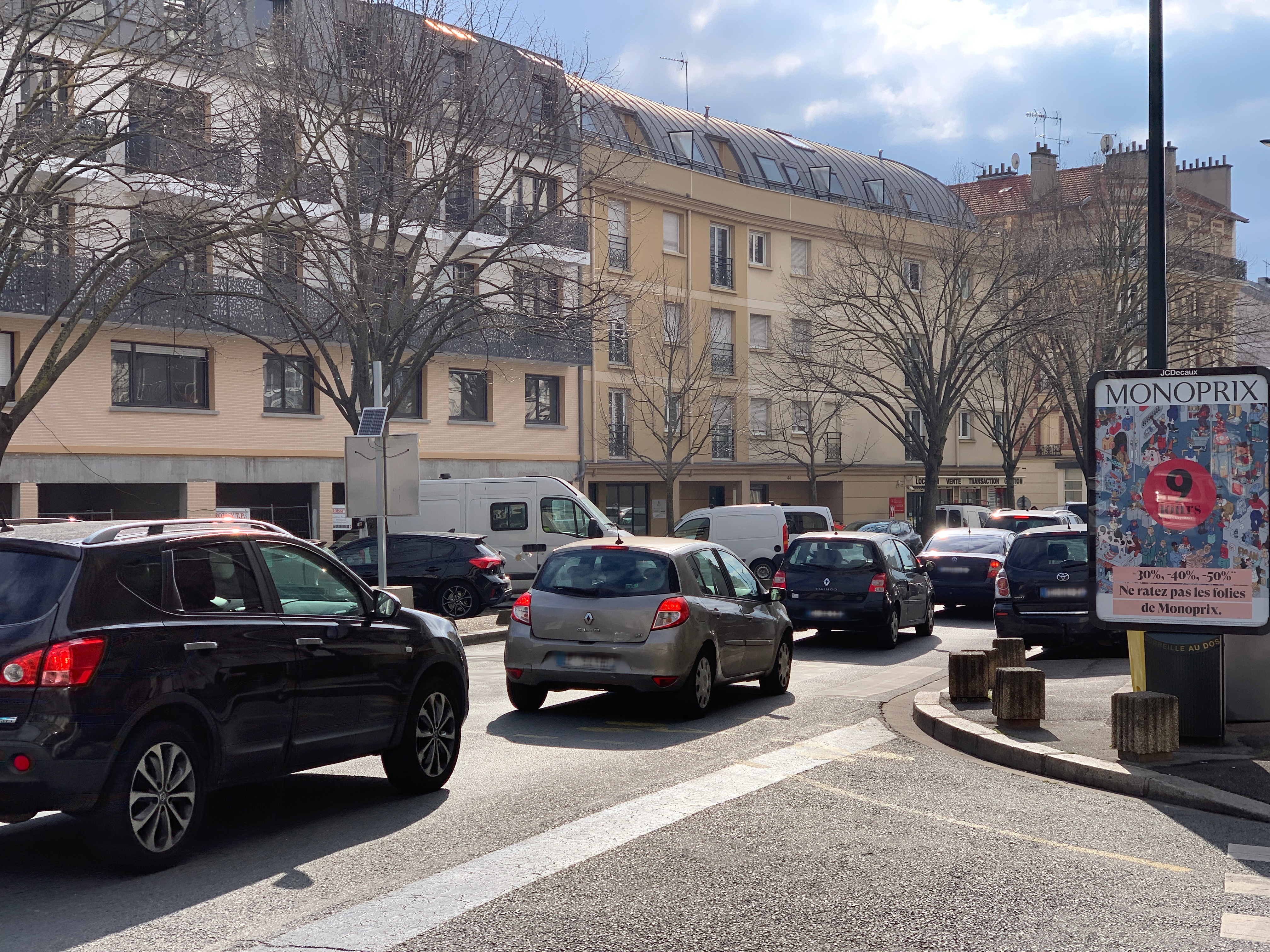
镇中心的埃米尔·左拉街

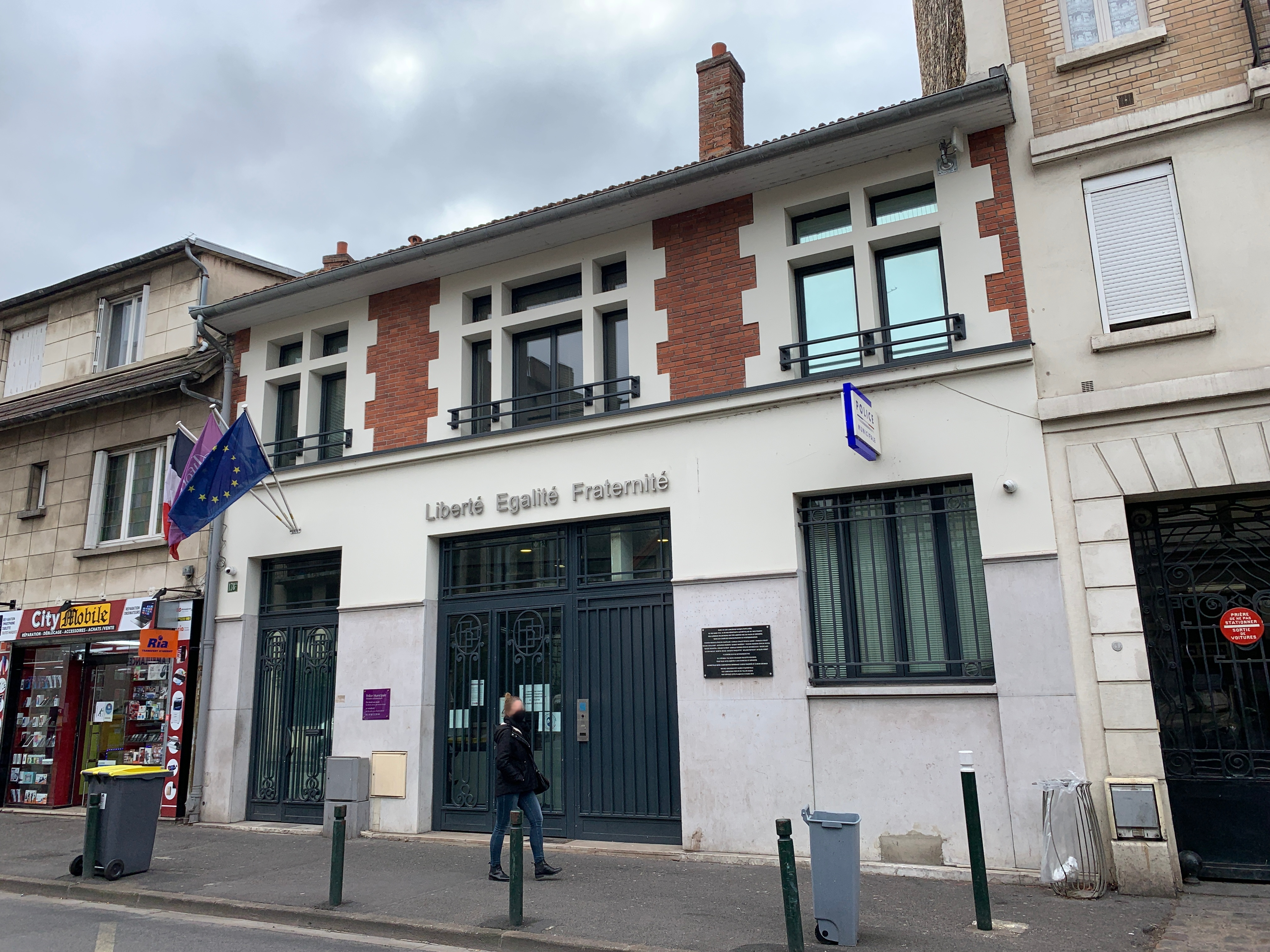
派出所

### 教育
阿尔福维尔属于克雷泰伊学区。截至2021年1月1日，阿尔福维尔境内共有10所幼儿园、7所小学、4所初级中学和1所普通高中。2021至2022学年度，阿尔福维尔境内共有在校中等教育阶段学生2,596名。

### 医疗
截至2021年1月1日，阿尔福维尔境内共有全科医生24名、保健师22名、牙医14名、护士31名、眼科医生2名、助产士3名、儿科医生1名和妇科医生3名。境内共有药房12家、养老院6家、残疾人帮扶中心3家。
距离阿尔福维尔最近的区域性医疗机构为亨利·蒙多大学中心医院，该院是巴黎公共医疗集团的成员，其主病区亨利·蒙多医院（Hôpital Henri-Mondor）位于克雷泰伊市区，距离阿尔福维尔市区的正常车程在10分钟以内，该院设有床位806个，是马恩河谷省规模最大的公立综合性医院。

### 住房
2020年，阿尔福维尔境内共有各类住房23,191套，其中10.8%为独立式居民区，85.4%为集中式居民区。常住房屋占阿尔福维尔市镇范围内居民建筑总量的91.1%。
在住房保障政策方面，2022年，阿尔福维尔境内共有5,208户家庭获得了住房经济补助，受益人数占总人口数量的12.7%，其中5,162份为房租补助。

### 商业
2021年，阿尔福维尔境内共有各类实体商铺924家，其中餐厅150家、大型超市5家、杂货店33家、面包房35家、肉铺11家、书店3家、装饰品店3家、银行门店9家、美容美发店38家、汽车维修店29家。阿尔福维尔镇中心建有家乐福、Franprix、Picard、Monoprix、Intermarché、Leader Price等超市。

### 体育
2021年，阿尔福维尔境内共有1家游泳池、7间体育馆、1座综合体育场、5处网球场、2处足球或橄榄球场以及6处篮球或排球场。
截至2023年11月，阿尔福维尔境内共有五家注册足球俱乐部。阿尔福维尔足球俱乐部（Football Club d'Alfortville，编号560655）是当地的代表性足球队，成立于2020年，其主队2023至2024赛季参加法兰西岛大区足球联赛A组（法国第六至八级别），其主场为塞纳河谷体育公园（Parc des sports Val-de-Seine）。

### 环境
阿尔福维尔的环境事务由其所属的大巴黎都会区联合各级政府协调负责。2021年，阿尔福维尔境内共有4家污染企业。

### 治安
2021年，阿尔福维尔市镇范围内共有1处派出所。
2020年，阿尔福维尔市镇范围内累计记录各类案件2,896起，其中盗窃类案件1,547起，经济类案件406起，毒品交易类案件150起。

## 文化
2021年，阿尔福维尔境内共有2家剧场、1家电影院和1家音乐厅。阿尔福维尔境内建有西蒙娜·韦伊多媒体中心（Médiathèque Simone Veil），除周一及部分节假日外全年向公众开放。

### 建筑
阿尔福维尔境内有多处历史建筑，其中圣母教堂、圣保罗-圣伯多禄亚美尼亚使徒教堂等为法国国家文物保护单位。

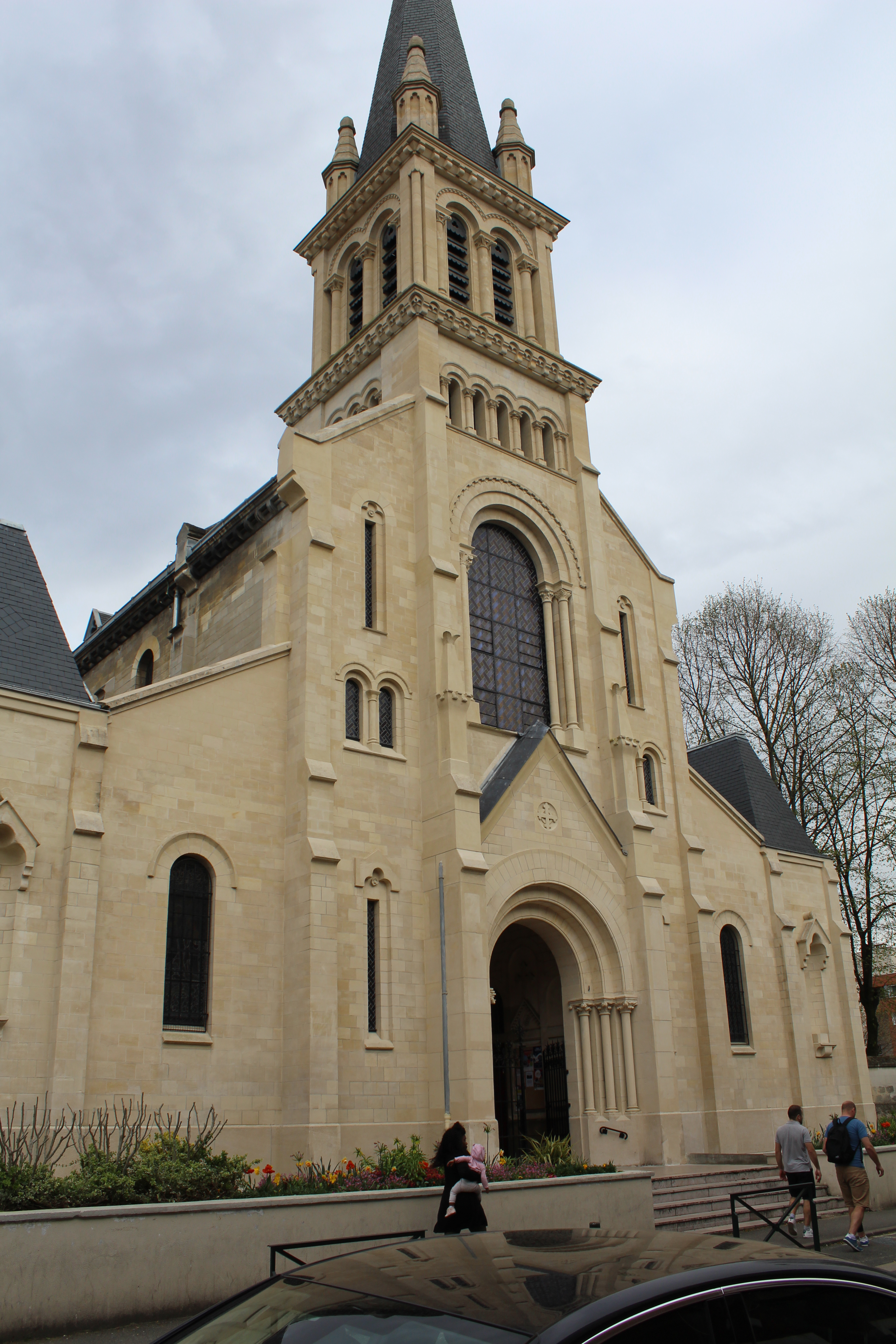
圣母教堂
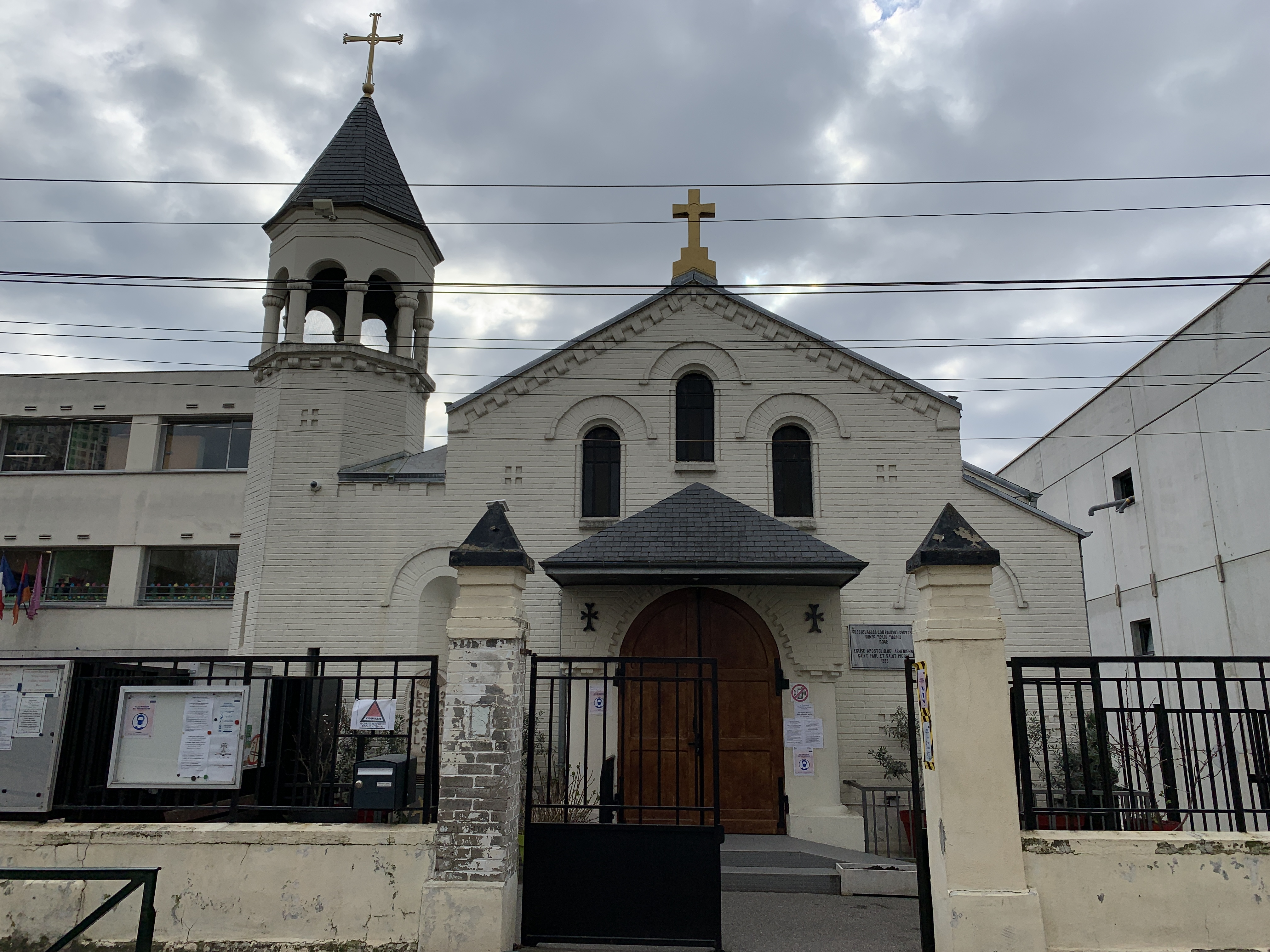
圣保罗-圣伯多禄使徒教堂
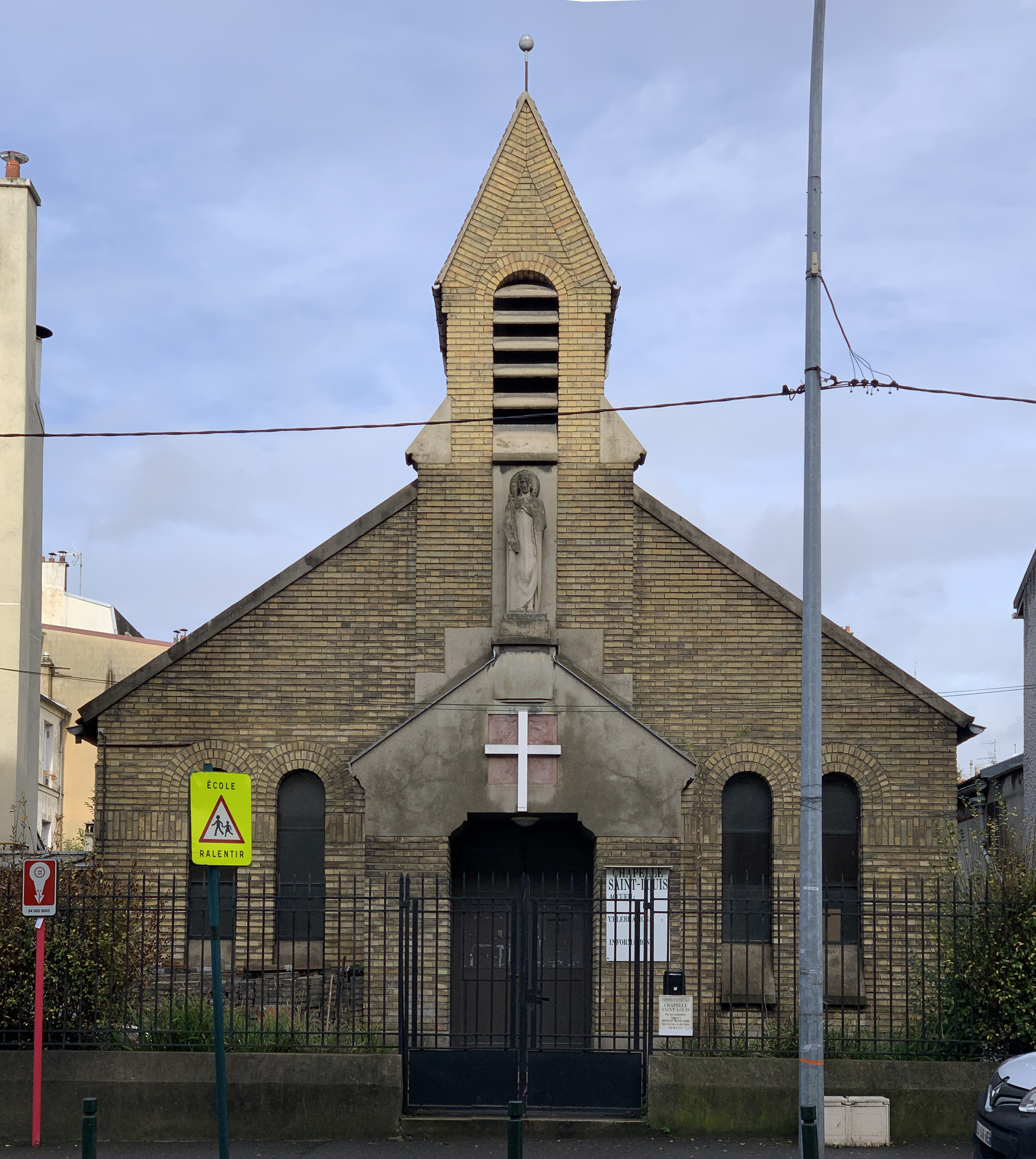
圣路易小教堂（法语：Chapelle Saint-Louis d'Alfortville）
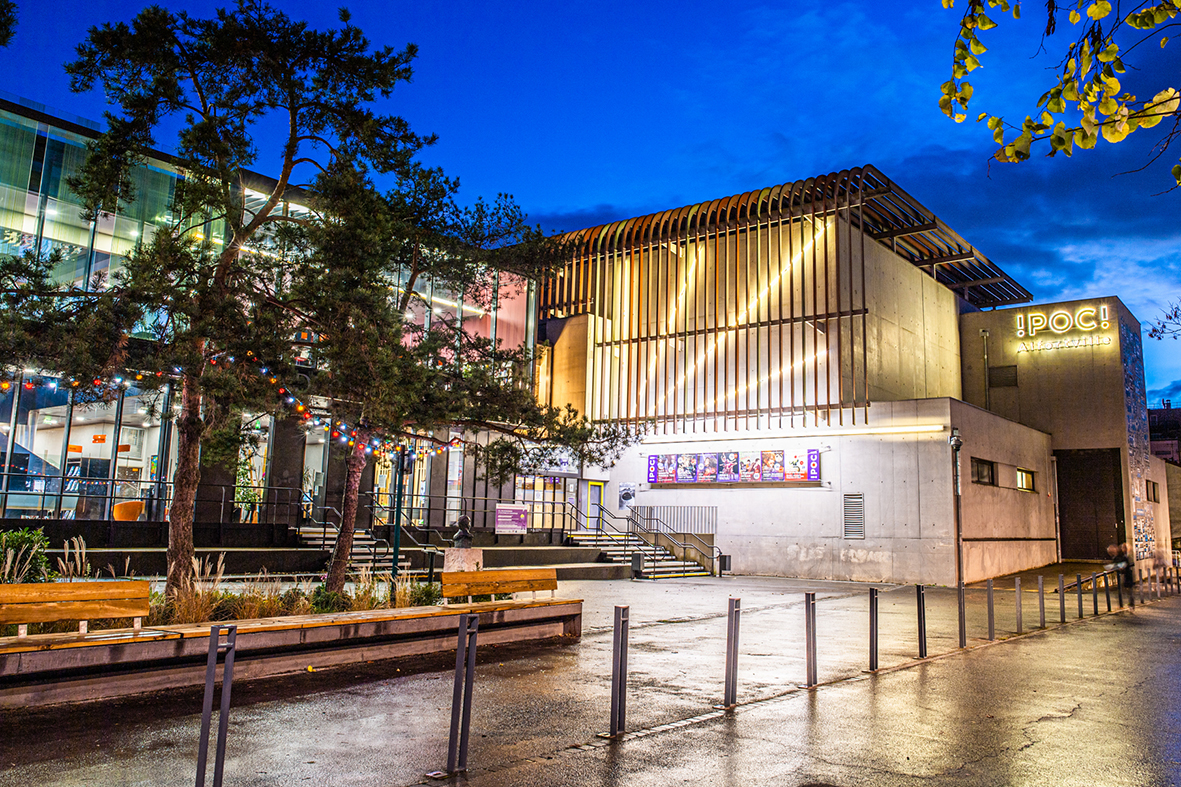
文化中心
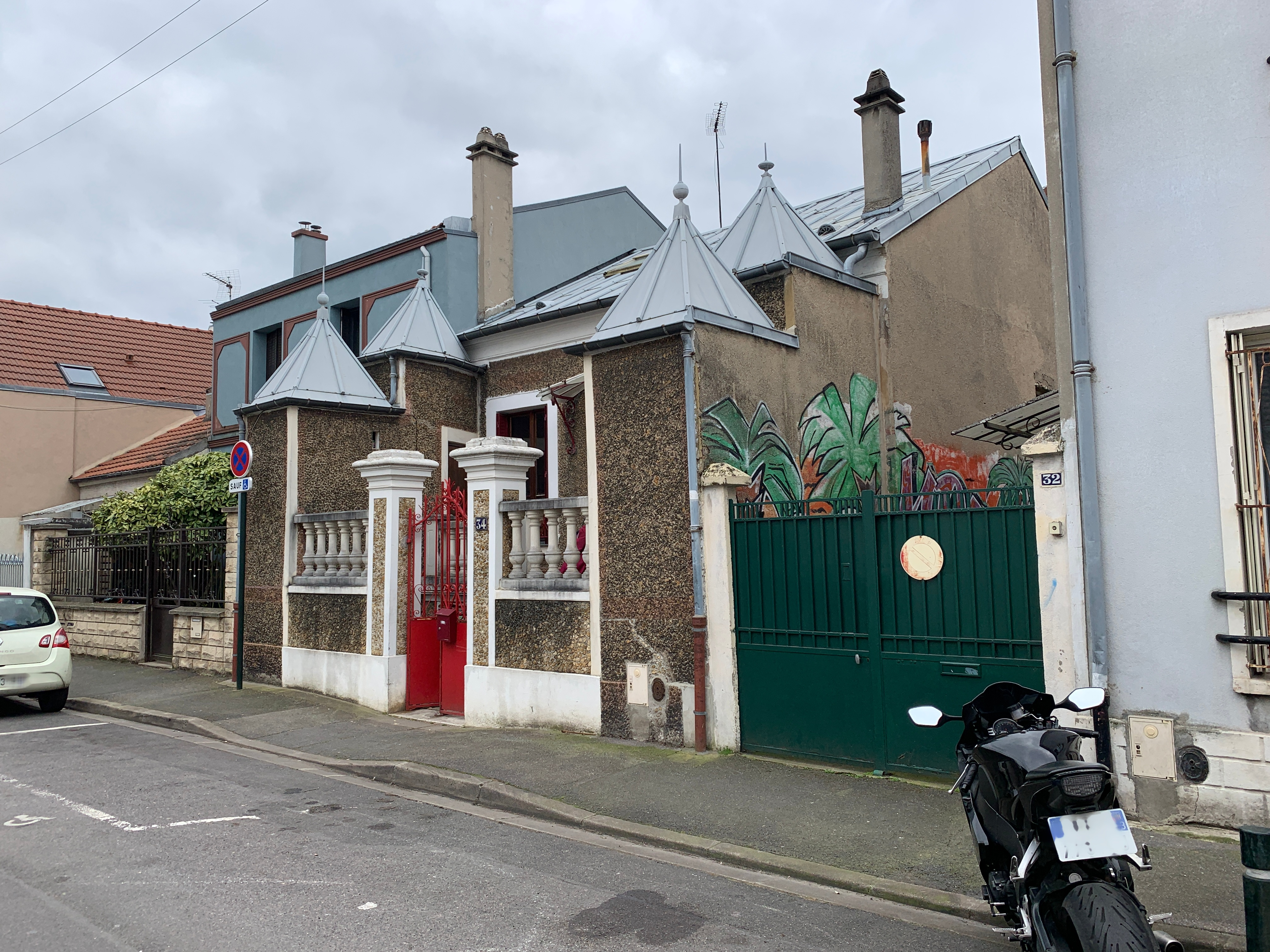
传统民居
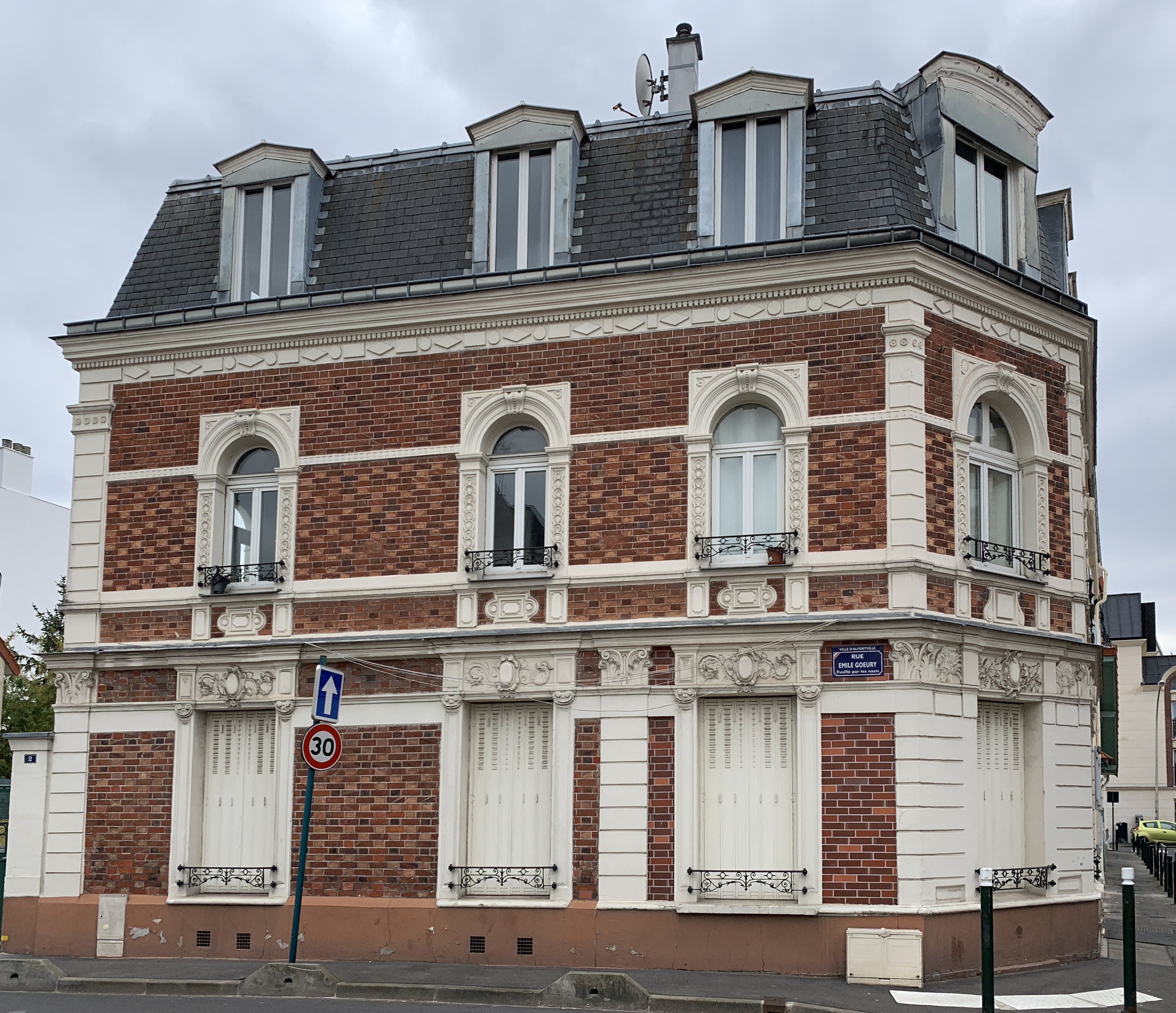
传统居民公寓楼
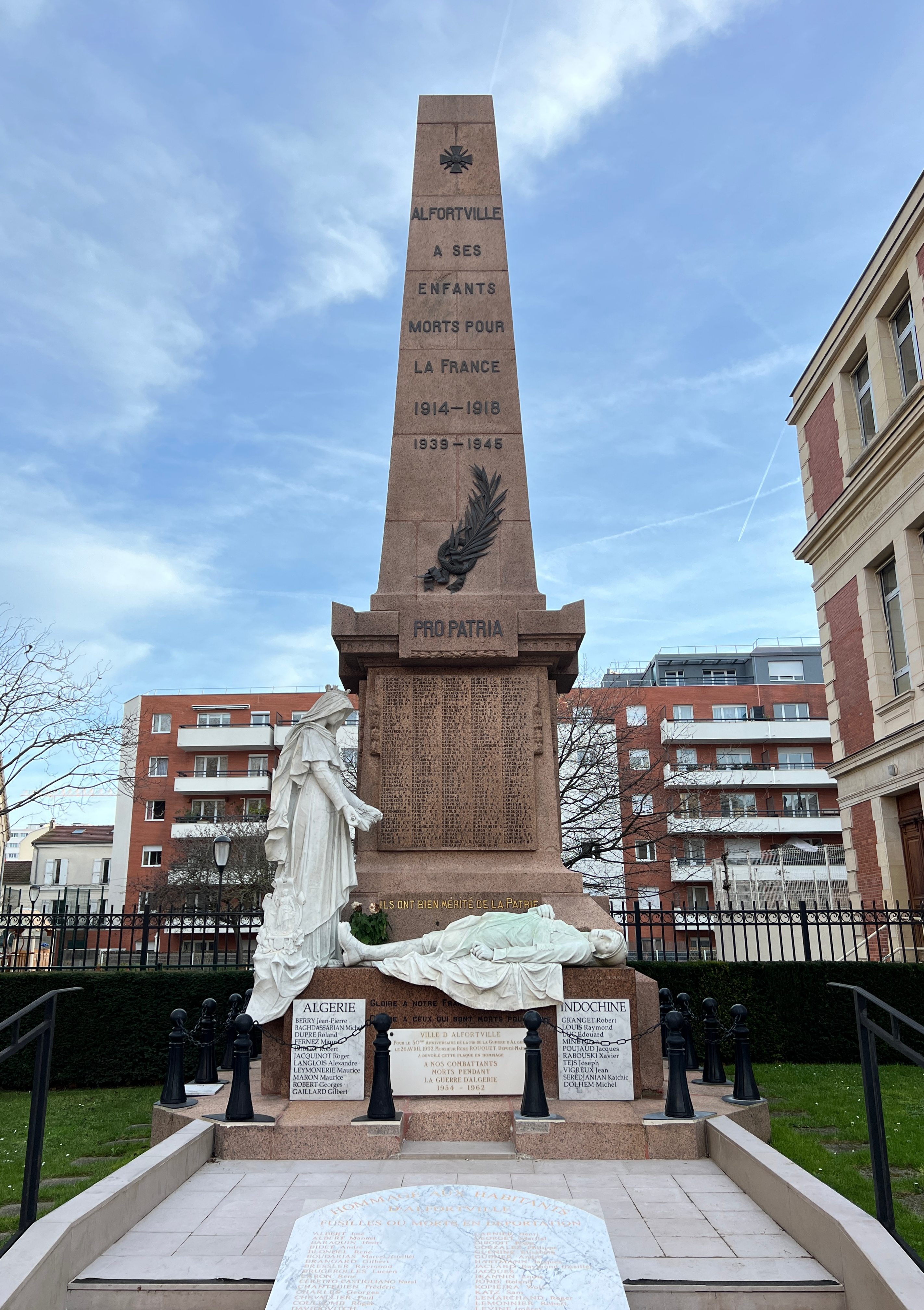
烈士纪念碑
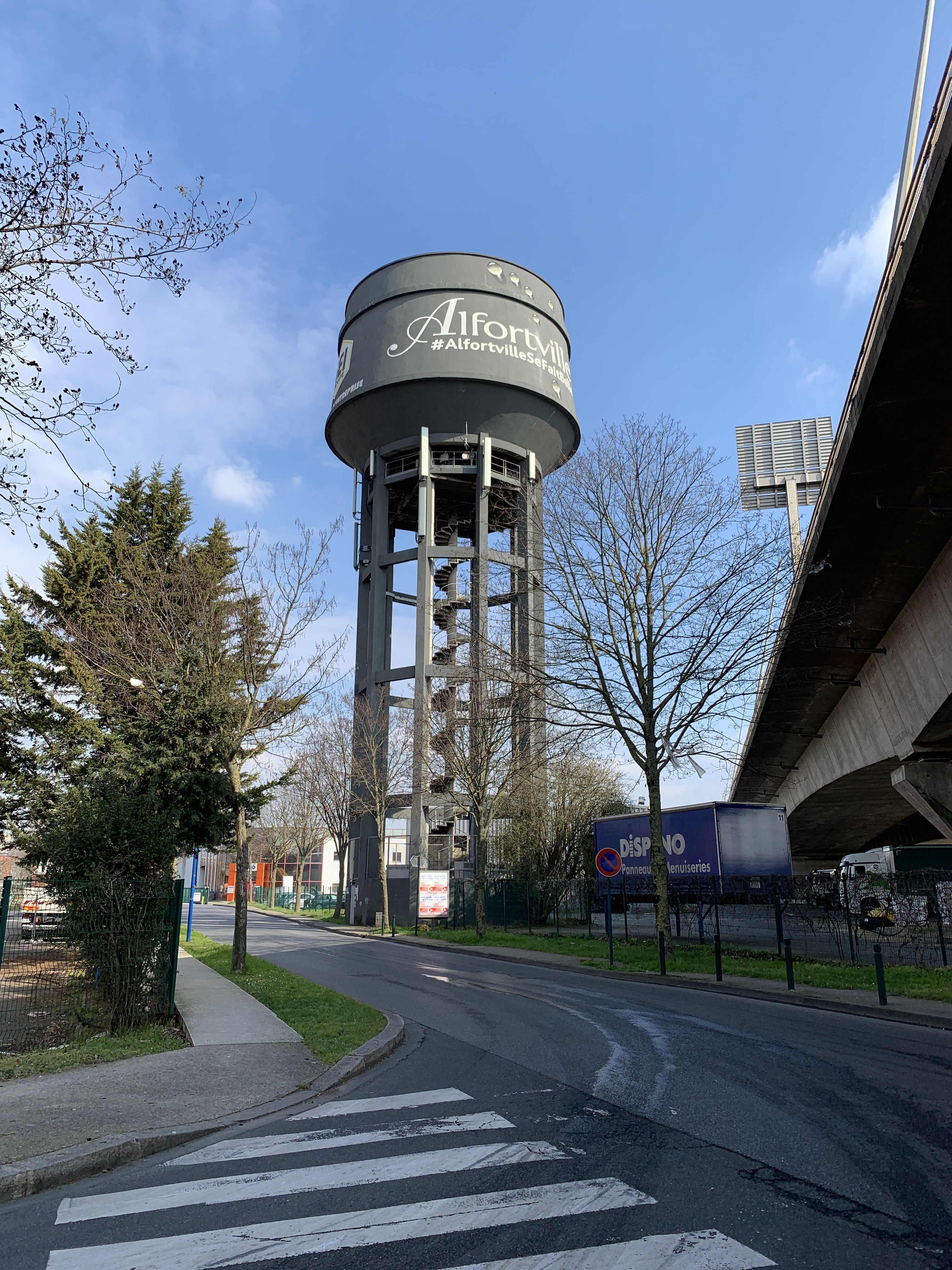
水塔

### 旅游
阿尔福维尔的旅游事务由其所属的大巴黎都会区负责。2023年，阿尔福维尔境内共有1家酒店共计187间房间。

### 媒体
法国主要的媒体均可在阿尔福维尔接收，法国电视三台下属的法兰西岛大区频道在部分时段播出阿尔福维尔所在马恩河谷省的地方新闻。《巴黎人报》、蓝色法兰西巴黎广播、BFM电视台法兰西岛频道等是当地主要的地方性媒体。

## 相关人物
法国海地裔足球运动员让-厄德·莫里斯及科特迪瓦裔足球运动员若纳唐·邦巴出生于阿尔福维尔。

## 友好城市
截至2023年11月，阿尔福维尔共与五座城市建立了友好城市关系：
- 阿尔及利亚 比阿尔
- 亞美尼亞 阿什塔拉克
- 拉钦
- 義大利 聖貝尼迪托德隆托
- 葡萄牙 坎塔涅迪